# Soraya Post
Soraya Viola Heléna Post (Gotemburgo, Suecia; 15 de octubre de 1956) es una política sueca que fue europarlamentaria por Suecia. Es miembro de la Iniciativa Feminista, parte de la Alianza Progresista de Socialistas y Demócratas.

## Biografía
Nació en Gotemburgo en 1956. Su madre era romaní procedente de nómadas de Noruega y Suecia. Su padre de origen judío, nació en Alemania.
Post ha trabajado sobre minorías nacionales en el comité de justicia e igualdad del condado de Västra Götaland, y también ha trabajado con cuestiones relacionadas con el pueblo romaní. También ayudó a iniciar la Universidad Popular Agnesbergs en Gotemburgo en 2007. Ha sido comisionada de Sveriges Television.
En febrero de 2014, fue elegida como la principal candidata de su partido, Iniciativa Feminista, para las elecciones al Parlamento Europeo de 2014, en representación de Suecia. En las elecciones del 25 de mayo de 2014, Iniciativa Feminista ganó un escaño en el Parlamento Europeo y Post ocupó el escaño del partido. El 7 de junio de 2014, Post se incorporó al Grupo de la Alianza Progresista de Socialistas y Demócratas del Parlamento Europeo.
Si bien la elección de Post fue considerada como la primera representante europea electa de Iniciativa Feminista, Maria Robsahm, ex eurodiputada del Partido Popular Liberal se pasó, en 2006, de su partido a Iniciativa Feminista, representando al partido en el Parlamento Europeo hasta 2009. Post fue la primera persona romaní en la historia de Suecia en ser elegida como candidata de un partido político. Post y Damian Drăghici de Rumanía eran las únicas personas eurodiputadas con antecedentes romaníes en ese momento.
Además de su dedicación en el Parlamento Europeo, Post fue miembro del Intergrupo del Parlamento Europeo sobre el Sáhara Occidental, y fue partidaria abierta de la Campaña para el Establecimiento de una Asamblea Parlamentaria de las Naciones Unidas, una organización que hace campaña por la reforma democrática de las Naciones Unidas.
También fue la promotora de la EU Roma Week, un evento anual que tiene lugar en Bruselas en relación con el Día Internacional del pueblo Gitano el 8 de abril. La semana consta de una serie de eventos organizados y copatrocinados por el Parlamento Europeo, la Comisión Europea, el Comité Económico y Social Europeo, el Consejo de Europa, la ciudad de Bruselas, varias personas diputadas del Parlamento Europeo (MEP) de diversos partidos políticos, el Intergrupo Antirracismo y Diversidad del Parlamento Europeo (ARDI) y muchas organizaciones de la sociedad civil.

## Debate sobre los matrimonios infantiles
La hija mayor de Post contrajo matrimonio no oficial / compromiso romaní a los dieciséis años, que fue aprobado por la comunidad romaní. En 2014, la relación condujo a un debate público en Suecia, acusando a Post de mantener una posición relativista cultural y no oponerse a los matrimonios infantiles. Post respondió refiriéndose a la relación como un compromiso, escribió que el compromiso había ocurrido hace 20 años y que su posición sobre el tema había evolucionado y que estaba en contra de los matrimonios infantiles. 